# Ихин, Каюм Гимазетдинович
Каюм Гимазетдинович Ихин (5 марта 1931 — 5 апреля 2018) — бригадир вышкомонтажного цеха Нефтекамского управления буровых работ производственного объединения «Башнефть». Герой Социалистического Труда (1966). Лауреат Государственной премии СССР.

## Биография
Каюм Гимазетдинович Ихин родился 5 марта 1931 года в селе Нижние Бишинды Туймазинского района Башкирской АССР.
Образование — неполное среднее.
Трудовую деятельность начал в 1945 году в колхозе «Кызыл байрак» Туймазинского района. После окончания в 1952 году школы фабрично-заводского обучения № 28 в г. Октябрьском работал вышкомонтажником контор бурения № 1, № 3 треста «Туймазабурнефть». В 1954—1957 гг. служил в рядах Советской Армии, после увольнения в запас вернулся в контору бурения № 3 треста «Туймазабурнефть». В марте 1959 года переведен бригадиром вышкомонтажного цеха Нефтекамского управления буровых работ производственного объединения «Башнефть».
Бригада, которую возглавлял К. Г. Ихин, выполнила план семилетки (1959—1965) на 108,8%, построив при хорошем и отличном качестве работ 272 буровые вместо 250. Используя индустриальные способы вышкостроения и новые методы организации работ, в 1964 году коллектив увеличил производительность труда на 34 процента по сравнению с максимальным уровнем, достигнутым в вышкостроении буровыми предприятиями республики. Бригада К. Г. Ихина в составе 14 человек построила и смонтировала 67 буровых установок типа БУ-75БРЭ, достигнув самой высокой производительности труда среди вышкомонтажников Советского Союза. При этом было сэкономлено 70987 рублей.
Значительных результатов бригада добилась в 1965 году: вместо 66 буровых, предусмотренных годовым планом, было построено и смонтировано 70 буровых с экономией 90 580 рублей. Средний срок строительства одной буровой установки составлял 4,7 дня.
Использование передового опыта и обучение каждого члена бригады смежным профессиям позволило добиться рекордных темпов строительства: 6 буровых установок были построены и смонтированы за 7 часов, 1 буровая — за 4,5 часа при отличном качестве работы.
За выдающиеся заслуги в выполнении заданий семилетнего плана по добыче нефти и достижение высоких технико-экономических показателей работы Указом Президиума Верховного Совета СССР от 23 мая 1966 года К. Г. Ихину присвоено звание Героя Социалистического Труда.
Являлся депутатом Верховного Совета РСФСР десятого созыва (1980—1985).
До ухода на пенсию в 1991 году продолжал работу вышкомонтажником в Нефтекамском управлении буровых работ. Каюм Гимазетдинович Ихин жил в с. Николо-Березовка Краснокамского района Республики Башкортостан со своей женой Райсой. В браке родилось двое сыновей — Венер и Радик.

## Награды и звания
- Лауреат Государственной премии СССР (1970).
- Заслуженный энергетик Башкирской АССР (1970).
- Заслуженный нефтяник Башкирской АССР (1976).
- Почётный нефтяник СССР (1981).
- Герой Социалистического Труда (1966).
- Награждён орденами Ленина (1966), Трудового Красного Знамени (1971), Дружбы народов (1986), медалями.